# Monique Juteau
Pour les articles homonymes, voir Juteau.
Monique Juteau est une écrivaine, poétesse et romancière québécoise née à Montréal le 8 janvier 1949.

## Biographie
Monique Juteau est née à Montréal, mais elle grandit à Sainte-Thérèse-de-Blainville. C'est à Sherbrooke qu'elle entame ses études universitaires. Elle obtient un baccalauréat en langue française (avec option en théâtre) à l'Université de Sherbrooke. Ensuite, elle effectue une maîtrise en études littéraires à l'Université du Québec à Trois-Rivières.
Ses textes ont été publiés dans différentes revues québécoises comme Art le Sabord, Femmes de parole, Lettres québécoises et Estuaire, mais aussi dans des revues européennes comme L'Arbre à paroles (en Belgique) et Le Moule à gaufres (en France).
Elle publie son premier recueil de poésie, intitulé La lune aussi..., en 1975, aux Éditions du Jour.
Dans le cadre du concours littéraire de la Société des écrivains de la Mauricie, elle remporte son premier prix en 1986 avec le prix littéraire Clément-Marchand.
En 2023, elle reçoit le prix Adagio du Salon du livre de Trois-Rivières.
Elle vit et dans la région Centre-du-Québec.

## Livres

### Poésie
- Grains de riz, Trois-Rivières, Écrits des Forges, 2025, 112 p. (ISBN 9782896455171)
- Comme dictées en oiseaux détachés  (ill. Jean-Pierre Gaudeau), Montréal, Éditions Hamac, 2024, 80 p. (ISBN 9782925311492)
- Tête à poux, Trois-Rivières, Écrits des Forges, 2017, 119 p. (ISBN 9782925035152)
- Des lieux des villes un chou-fleur, Trois-Rivières, Écrits des Forges, 2008 (ISBN 9782896450770)
- Des jours de chemins perdus et retrouvés, Trois-Rivières, Écrits des Forges, 1997, 100 p. (ISBN 9782890464278)
- Trop plein d'angles, Trois‑Rivières, Écrits des Forges, coll. « Les Rouges‑gorges », 1990, 58 p. (ISBN 9782890461901)
- Regards calligraphes, rois‑Rivières, Écrits des Forges, coll. « Les Rouges‑gorges », 1986, 58 p. (ISBN 9782890460911)
- La lune aussi...  (ill. Jean‑Pierre Gaudreau), Montréal, Éditions du Jour, 1975, 65 p.

### Récit
- Voyage avec ou sans connexion, Trois-Rivières, Éditions d’Art Le Sabord, 2015, 186 p. (ISBN 9782924085172)
- Le voyage a dit, Montréal, éditions Varia, 2005, 113 p. (ISBN 9782896060191)
- La fin des terres, Montréal, Lanctôt éditeur, 2001, 69 p. (ISBN 2-89485-191-X)

### Roman
- Le marin qui n’arrive qu’à la fin, Montréal, Éditions Hamac, 2020, 200 p. (ISBN 9782925035152)
- Les Lalancette  (ill. Fontaine Leriche), Trois-Rivières, Éditions d'Art Le Sabord, 2016, 48 p. (ISBN 9782924085219)
- L'Emporte-clé, Montréal, VLB éditeur, 1994, 169 p. (ISBN 9782890055759)
- En moins de deux, Montréal, éditions de l'Hexagone, coll. « Fictions », 1990, 168 p. (ISBN 9782890063723)

### Nouvelles
- Un pied dans le vide  (ill. Jean-Pierre Gaudreau), Trois-Rivières, éditions d’Art Le Sabord, 2010, 139 p. (ISBN 9782922685787)

### Ouvrages collectifs
- Isabelle Miron (dir.), L'état nomade : essais sur les liens entre création et voyage, Longueuil, L’instant même, 2021 (ISBN 9782895025023)
- Véronique Pepin (dir.), Point cardinal, Tingwick, La petite barque, 2014 (ISBN 9782981347916)
- Tant d'histoires autour des seins  (Livre avec CD audio), Montréal, Planète rebelle, 2003 (ISBN 2-922528-41-3)
- Thérèse Vian-Mantovani (dir.), Œuvres d'arbres, Pau (France), Materia prima : Musée des Beaux-Arts de Pau, 2001 (ISBN 2951395817)

## Livres d'artiste
- 2011 Toupies, texte enrichi d’une intervention originale de Jacqueline Chol, Saint-Julien-Molin, Loire France, Jean-Pierre Huguet éditeur, coll. «Raretés des Sept Collines», 10 exemplaires.
- 2008 De routes et de rêves / Putevima i snovima réunit des estampes de Biljana Vukovic, artiste serbe et Élisabeth Mathieu, artiste québécoise ainsi que des textes originaux de Ljiljana Dugalic, poète serbe et Monique Juteau, poète québécoise. La traduction libre des textes a été réalisée par Mirjana et Negovan Rajic, éditeur Jo-Ann Lanneville, tirage de 16 exemplaires.
- 2004 L’île aux foulards, troisième volet d’une trilogie sur les tricots, une idée de Juteau / Lanneville, le livre comprend des textes originaux de Monique Juteau et des estampes de Jo Ann Lanneville, le tout inséré dans un foulard, éditeur Jo-Ann Lanneville, tirage de 8 exemplaires.
- Une histoire pour chaque jour de la semaine avec frontispice d’Henri Mouvant, France, Jean-Pierre Huguet éditeur, coll. Les carnets des sept collines, no 10, 2003, 39 p.
- 2002 À bas mots, deuxième volet d’une trilogie sur les tricots, une idée de Juteau / Lanneville, le livre comprend des textes originaux de Monique Juteau et des estampes de Jo Ann Lanneville, le tout inséré dans une chaussette, éditeur Jo-Ann Lanneville, tirage de 8 exemplaires.
- 2001 Comment se porte la solitude?, premier volet d’une trilogie sur les tricots, une idée de Juteau / Lanneville, le livre est composé d'un étirable avec des textes originaux de Monique Juteau et des images de Jo Ann Lanneville, le tout inséré dans une mitaine, éditeur Jo-Ann Lanneville, tirage de 25 exemplaires.
- 1998 Des nouvelles d'Asie, correspondance de voyage avec des lithographies de Jo Ann Lanneville, Trois-Rivières, éditeur Association Presse Papier, tirage de dix exemplaires.
- 1998 Des jours à raconter..., éditeur Association Presse Papier, estampes originales de Carlos Calado, Alessandra Di Noto, Louise Hallé, Eneida Hernandez, Louise-Hélène Mathon, tirage de 16 exemplaires.
- 1997 La Soupière, textes de Chiquet Mawet et de Monique Juteau, éditeur Association Presse Papier, en collaboration avec sept artistes belges et sept artistes québécois, tirage de 40 exemplaires.
- 1997 L'Âge de la pierre, textes de Serge Mongrain, Guy Marchamps, Monique Juteau, éditeur Association Presse Papier avec des lithographies de Calado, Langevin, Boyaner, Tamasauskas, Storm, Fleurent, Martineau, Tran, Béliveau, tirage de 20 exemplaires.
- 1990 La Correspondance, livre-objet, textes de Marcel Olscamp et Monique Juteau Trois-Rivières, éditeur Association Presse Papier.

## Prix et honneurs
- 1986 - Prix littéraire Clément-Marchand[3]
- 1998 - Prix de littérature Gérald-Godin, Grands Prix culturels de Trois-Rivières pour Des jours de chemins perdus et retrouvés
- 1999 - Bourse Excellence du Conseil de la Culture et des Communications (Bois-Francs / Mauricie)[5]
- 2001 - Prix Félix-Antoine-Savard pour le meilleur poème paru en revue au Québec[6]
- 2002 - Prix Audace Télé-Québec
- 2002 - Prix littéraire Radio-Canada, catégorie récit de voyage, Paris / Bombay en quatre chambres et une antichambre[7]
- 2003 - Coup de cœur / littérature du journal le Sorteux de Trois-Rivières
- 2004 - Prix Ambassadeur Télé-Québec pour le Centre-du-Québec
- 2004 - Prix du Conseil des arts et des lettres du Québec à la création artistique en région (Centre-du-Québec)[8]
- 2015 - Prix littéraires Thérèse-Denoncourt, récipiendaire du second prix pour la suite poétique Point zigzag
- 2016 - Prix Conseil des arts et des lettres du Québec (CALQ) / Créatrice de l'année au Centre-du-Québec[9]
- 2021 - Prix Littérature de la Société Saint-Jean-Baptiste Centre-du-Québec pour le roman Le marin qui n’arrive  qu’à la fin[10]
- 2023 - Prix Adagio du Salon du livre de Trois-Rivières[11] pour l'ensemble de son œuvre
- 2024 - Prix Hommage du GalArt 2024 décerné par Culture Centre-du-Québec et la MRC Bécancour (prix décerné conjointement avec Jean-Pierre Gaudreau)[12]